# Mô tô sườn đầm

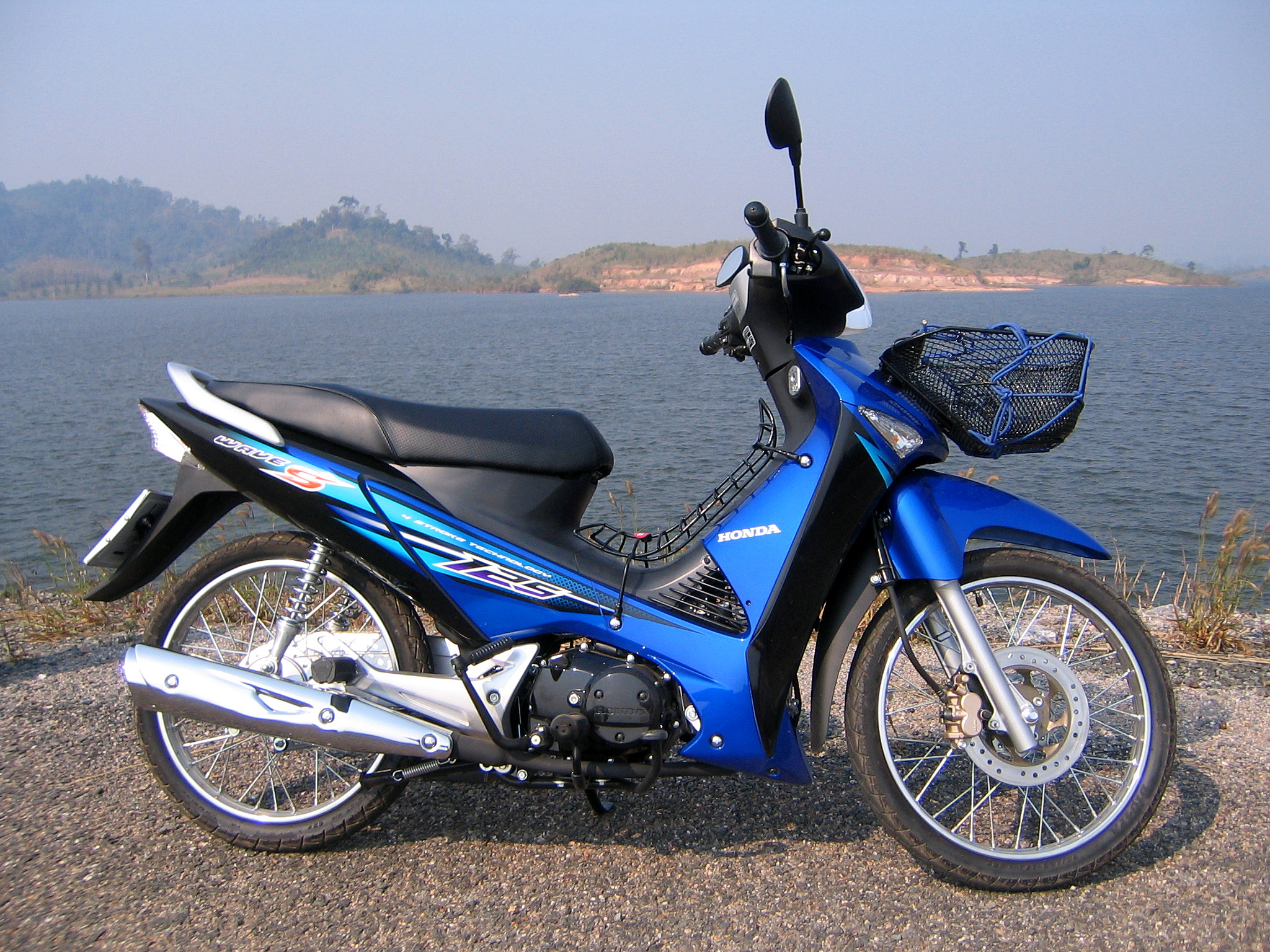
Xe mô tô honda Wave 125 S, năm 2007

Mô tô sườn đầm (tiếng Anh: Underbone) là loại xe gắn máy nhỏ nằm giữa loại scooter và loại mô tô lớn. Mô tô sườn đầm rất phổ biến ở Đông Á và Đông Nam Á nhờ giá rẻ và tiết kiệm xăng. Tại thị trường Việt Nam những chiếc xe sườn đầm thường được gọi với cái tên ngắn gọn là "xe số".

## Thiết kế
Mô tô sườn đầm thường được làm từ sườn xe có một ống đỡ toàn bộ thân xe. Ống này thường được đặt dọc theo xe và thấp để có thể đưa chân qua. Động cơ được gắn phía dưới sườn xe. Cơ cấu truyền động thường là hộp số giống như ở xe mô tô lớn nhưng dùng ly hợp ly tâm tự động. Tuy nhiên cũng có một số xe sườn đầm có cần điều khiển ly hợp(côn tay).Không giống scooter (xe ga), mô tô sườn đầm dùng xích tải giống mô tô lớn,tuy nhiên đa số được bọc trong một hộp che xích để chống bụi bẩn,tăng tuổi thọ cho xe.
Hầu hết mô tô sườn đầm ngày trước dùng bộ chế hoà khí,nhưng hệ thống phun xăng điện tử đang trở nên phổ biến. Mô tô lớn thì để bình xăng ở trên, phía trước, còn mô tô sườn đầm để bình xăng ở dưới yên xe. Tất cả các loại mô tô sườn đầm đời mới đều dùng bộ đánh lửa CDI. Xe máy sườn đầm thường dùng giảm xóc sau kép,một số ít dùng giảm xóc đơn giống trên xe mô tô phân khối lớn thể thao.Hệ thống phanh của loại xe này hầu hết là phanh tang chống(phanh đùm) để giảm giá thành,một số xe được trang bị phanh đĩa để thu hút khách hàng,tuy nhiên chỉ có rất ít xe được tích hợp phanh ABS (anti lock breaking system) để tạo độ an toàn khi phanh tốc độ cao.Hệ thống chân chống của xe có hai loại là chân chống nghiêng và chân chống đứng để nâng bánh sau lên khỏi mặt đất.
Mô tô sườn đầm thường có động cơ có dung tích xi lanh từ 50 tới 150 phân khối.

## Lịch sử
Mô tô sườn đầm được phát triển từ những chiếc xe gắn máy đầu tiên trong những năm 1950, những chiếc xe đạp gắn động cơ. Một trong những mô tô sườn đầm đầu tiên là Honda Cub. Những chiếc xe sườn đầm ốp nhựa Honda Wave đã trở thành chuẩn bây giờ.

## Văn hoá mô tô sườn đầm
Mô tô sườn đầm rất phổ biến ở Đông Nam Á, ở đó hình thành một thị trường cải tạo xe. Những người mê xe đã cải tạo xe của họ: gắn dàn âm thanh, đèn màu và những nhãn tự chế để chưng diện, hoặc tăng công suất, đổi bộ nhún để đua xe. Những vụ đua mô tô sườn đầm bất hợp pháp rất phổ biến ở Philippines, Malaysia và Việt Nam, điều này rất nguy hiểm vì mô tô sườn đầm có khả năng bảo vệ rất kém khi có va chạm.